# Anthony Hardwood
Páger Imre (Orosháza, 1967. február 2. –) amerikai–magyar pornószínész. Művészneve Anthony Hardwood.

## Életrajz
Az amatőr pornóipar világába Suszter Attila vezette be az 1990-es években. Az Amerikai Egyesült Államokba 1997-ben ment ki. Az Amerikai Egyesült Államokban live show műsorokat készített a barátnőjével milliomosok villáiban.
2009. január 10-én az AssTraffic 3 felnőttfilmben több társával nyújtott alakításával elnyerték az AVN Awards díjat a legjobb szexjelenet kategóriában.